# Centralna ekonomska knjižnica, Ljubljana
Centralna ekonomska knjižnica (CEK) je visokošolska knjižnica, ki deluje v sklopu Ekonomske fakultete v Ljubljani.
V okviru Ekonomske fakultete deluje osrednja slovenska znanstvena in visokošolska knjižnica za področje ekonomije in poslovnih ved Centralna ekonomska knjižnica (CEK). Namenjena je študentom in zaposlenim na fakulteti pa tudi drugim uporabnikom s področja znanosti, raziskovalne dejavnosti, izobraževanja in gospodarstva. Vodja CEK od leta 2016 je Tomaž Ulčakar. Od leta 2004 do 2016 je knjižnico vodil Ivan Kanič, pred njim pa Majda Šef.

## Zgodovina
Ekonomska fakulteta v Ljubljani je bila ustanovljena z odlokom slovenske vlade, ki jo je takrat vodil Boris Kidrič, 8. marca 1946. Študijske literature ni bilo na voljo. Prostori so bili problem, kajti ob ustanovitvi jih je fakulteta dobila le nekaj v stavbi Trgovskega doma v Gregorčičevi ulici 27 v Ljubljani. Šele z leti je prevzela na omenjeni lokaciji vse prostore. Fakulteta v začetnem obdobju ni imela knjižnice.
Centralna ekonomska knjižnica s čitalnico je bila ustanovljena leta 1947, leto po ustanovitvi Ekonomske fakultete v Ljubljani, kar je začetek današnje najpomembnejše ekonomske knjižnice v Sloveniji. Leta 1955 je izšla prva številka Biltena novih knjig, leta 1964 je bil ustanovljen dokumentacijski center, leta 1975 pa je knjižnica uradno postala koordinator Specializiranega informacijskega centra za ekonomijo. Leto zatem se je knjižnica preselila v novo stavbo s 1840 m2 površine v štirih etažah. V letu 1979 se je vzpostavil prvi računalniški katalog in kreiranje lastne bibliografske zbirke EKOSIC. Leta 1992 so knjižnico sprejeli v polnopravno članstvo European Business Schools Librarians' Group, leto kasneje pa se je začela Centralna ekonomska knjižnica tesneje povezovati in sodelovati s knjižnico Inštituta za ekonomska raziskovanja. Sedaj je aktivna članica sistema COBISS in vključena v knjižnični konzorcij COSEC.

## Gradivo
Knjižnični fond obsega 250.000 fizičnih enot in izredno bogato izbiro elektronskih virov. CEK omogoča dostop do mnogih domačih in tujih podatkovnih zbirk, e-knjig in člankov ter slovarjev.
Katalogi: Bilten novih knjig, katalog starejših knjig, ki pokriva časovno obdobje do leta 1980, posebna podatkovna zbirka s podatki o okrog 46.000 člankih, ki so izšli med letoma 1979 in 1999 ter diplomska, magistrska in specialistična dela ter doktorske disertacije študentov Ekonomske fakultete. 
V okviru Centralne ekonomske knjižnice deluje tudi Evropski dokumentacijski center preko katerega je omogočen dostop do baz podatkov, ki pokrivajo številna vsebinska področja (gospodarstvo, finance, pravo...) vezana na Evropsko unijo.

## Izposoja
Na oddelku izposoje se nahaja v prostem pristopu blizu 25.000 enot gradiva, zlasti tujejezične monografije, obvezna študijska literatura, statistični letopisi in nekateri priročniki. Na dom ne izposojajo arhivskih izvodov, revij, diplomskih nalog, slovarjev, enciklopedij, statističnih publikacij in določene študijske literature, to gradivo je možno uporabljati zgolj čitalniško. 
Dejavnosti / storitve
V prostorih knjižnice imajo študenti na voljo seminarske sobe "Kocke znanja", namenjene skupinskemu delu in čitalnice, v katerih lahko nemoteno študirajo. V drugem nadstopju je od lea 2019 na volju tudi seminarska soba Lab*CEK, ki je namenjena skupinskemu delu ter služi kot učilnica za izobraževanje uporabnikov. V knjižnici je na voljo tudi nekaj mest z računalniki za individualno delo ali uporabo specializiranih zbirk.

## Medknjižnična izposoja
Člani knjižnice lahko uporabljajo gradivo drugih knjižnic iz Slovenije in tujine ali naročijo fotokopije ali elektronske verzije člankov iz revij, ki v knjižnici niso dosegljive.
Stroške medknjižnične izposoje krije uporabnik, ki je gradivo naročil, po veljavnem ceniku. Rok dobave gradiva iz Slovenije je do dva dni, iz tujine pa od 7 do 14 dni, če je literatura dostopna. Izposojevalne roke ter pogoje uporabe z morebitnimi omejitvami določajo knjižnice dobaviteljice in jih je CEK dolžna spoštovati. 
Cene storitev so odvisne od vrste storitve in pogojev dobavitelja. Fizične osebe prevzamejo gradivo osebno, pravnim osebam pa lahko gradivo z računom pošljejo po pošti. 

## Uporabniki
Za redne in izredne študente dodiplomskih in podiplomskih programov Univerze v Ljubljani je članarina vključena v ceno vpisnine za tekoče študijsko leto, ostali uporabniki plačajo članarino po veljavnem ceniku. Član knjižnice lahko postane vsak, ki je pripravljen upoštevati Pravilnik o izposoji. Za vpis je potreben veljaven osebni dokument, potrebno pa je tudi podpisati pristopno izjavo. Član lahko postane tudi pravna oseba.
Vpis v knjižnico je potreben vsako študijsko leto. Za pridobitev članske izkaznice je potrebno predložiti osebno izkaznico. Zamudnine, opomine in druge storitve knjižnice so določene v ceniku, ki je dostopen na spletni strani knjižnice.
Uporabniki lahko rezervirajo ali naročijo gradivo neposredno iz kataloga, za kar potrebujejo uporabniško ime in geslo, ki ga dobijo ob vpisu. Možen je tudi pregled lastnega izposojenega gradiva. 

## Poslanstvo
Centralna ekonomska knjižnica s svojo ponudbo raznolikih in bogatih informacijskih virov zagotavlja optimalne študijske pogoje in dodatne informacije vsem študentom in pedagogom ter nudi temelje za raziskovalno delo raziskovalcem. Knjižnica zbira, obdeluje in posreduje različno gradivo in informacijske vire, ki jih uporabniki potrebujejo pri svojem študiju in raziskovalnem delu. 

## Povezave
Spletna stran knjižnice:

Diplomska, magistrska in specialistična dela ter doktorske disertacije:

Dostop do tujih digitalnih knjig in člankov:

Bilten novih knjig: